# 本間国生
本間 国生（ほんま くにお、本名：本間 国雄、明治24年（1891年）3月24日 - 昭和48年（1973年）12月30日）は、米沢市出身の日本画家。文学博士の本間久雄の実弟。号は逸老庵。

## 略歴
- 明治24年（1891年）3月24日、米沢藩お抱えの能役者の子として、米沢市越後番匠町に生まれる。
- 明治43年（1910年）、白馬会展に「北国の茶屋」を出品して注目を集める。
- 明治45年（1912年）、10月15日～11月3日、ヒュウザン会第1回展覧会に「せんだく」を出品する。
- 大正初年（1912年）、岡本一平、北澤楽天等と共に東京漫画社をおこし雑誌『漫画』を主宰する。
- 昭和16年（1941年）、朝鮮半島の風景画を50余点出品した第1回個展を開催。作品集「朝鮮画観」を出版する。
- 昭和18年（1943年）、満州の風景画を20点出品した第2回個展を開催。
- 昭和19年（1944年）、作品集「満州画観」を出版する。
- 昭和48年（1973年）、「水墨日本風物抄」の原画62点を米沢市上杉博物館に寄贈する。
  - 12月30日、東京の自宅で死去する。享年82。
- 昭和49年（1974年）、政府が紺綬褒章と木杯一組台を贈る。上杉博物館で「本間国生遺作展」が開催される。

## 主な作品
- 「冬の夕」
- 「冬の月」
- 「冬の庭」
- 「北国の茶屋」
- 「せんだく」
- 「人形町の女」
- 「千古の雪」
- 「雨の門司港」

## 出版物
- 作品集「朝鮮画観」
- 作品集「満州画観」